# Visages, villages
Visages, villages è un documentario francese del 2017 diretto da Agnès Varda e JR.
Al Festival di Cannes 2017 ha vinto il premio de L'Œil d'or, mentre nell'ambito dei Premi Oscar 2018 ha ricevuto la candidatura nella categoria "miglior documentario". Con questa candidatura Agnès Varda è diventata la persona più anziana a venire candidata a un Oscar competitivo.

## Trama
Agnès Varda e JR attraversano la Francia rurale dal nord di Parigi fino al porto di Le Havre per conoscere storie di gente comune, fermandosi solo in villaggi lontani dal turismo di massa: lo sguardo della regista e quello del giovane artista, due generazioni a confronto, si incontrano nel tentativo di cogliere, per mezzo della fotografia, tutta l'eccezionalità della vita quotidiana.
In ciascun luogo visitato JR creerà giganteschi ritratti in bianco e nero degli abitanti che andranno a ricoprire case, fienili, facciate di negozi, ogni superficie libera. Così facendo doneranno grandezza a quelle persone; non una grandezza da supereroi, ma una grandezza umana, da persone in carne e ossa quali sono. I due conoscono (e fotografano) operai, formaggiai, camionisti, in una sorta di ricognizione della Francia rurale, attraverso la quale le immagini che affiorano sono giocose, spettrali, belle e commoventi.

## Riconoscimenti (parziale)
- 2018 - Premio Oscar
  - Candidatura al miglior documentario[1]
- 2017 - Festival di Cannes
  - L'Œil d'or